# Parsjön (Kyrkhults socken, Blekinge, 625582-142025)
Parsjön är en sjö i Olofströms kommun i Blekinge och ingår i Skräbeåns huvudavrinningsområde.